# Rue de la Moselle
La rue de la Moselle est une voie du 19e arrondissement de Paris, en France.

## Situation et accès
La rue de la Moselle est une voie publique située dans le 19e arrondissement de Paris. Elle débute au 63, avenue Jean-Jaurès et se termine au 50, quai de la Loire.

## Origine du nom
Elle porte le nom de la Moselle, une rivière du nord-est de la France, du Luxembourg et de l'ouest de l'Allemagne, affluent en rive gauche du Rhin. 

## Historique
Cette voie, de l'ancienne commune de La Villette, est ouverte en 1844 sous le nom de « rue d'Orléans » 
Classée dans la voirie parisienne par un décret du 23 mai 1863, elle prend sa dénomination actuelle par un arrêté du 20 juillet 1868 en raison du voisinage du canal de l'Ourcq, autour duquel ont été groupés des noms de rivières de France.